# Liste bedeutender Politiker und Funktionsträger der NSDAP

## Führende Politiker
- Martin Bormann (1900–1945), Leiter der Parteikanzlei der NSDAP mit den Befugnissen eines Reichsministers
- Hans Frank (1900–1946), ab Oktober 1939 Leiter des „Generalgouvernements“
- Joseph Goebbels (1897–1945), ab 1933 „Reichsminister für Volksaufklärung und Propaganda“, im April/Mai 1945 für zwei Tage Reichskanzler
- Hermann Göring (1893–1946), preußischer Ministerpräsident und preußischer Innenminister, Reichsluftfahrtminister, Reichsforst- und Reichsjägermeister, „Reichsmarschall“
- Rudolf Heß (1894–1987), von 1933 bis 1941 Stellvertreter des Führers (in der Partei)
- Reinhard Heydrich (1904–1942), Leiter des Reichssicherheitshauptamts (RSHA) und Stellvertretender Reichsprotektor in Böhmen und Mähren
- Heinrich Himmler (1900–1945), Reichsführer SS ab 1929, Chef der Deutschen Polizei ab 1936, Reichskommissar für die Festigung deutschen Volkstums ab 1939 und Reichsinnenminister ab 1943
- Adolf Hitler (1889–1945), ab 1921 Vorsitzender der NSDAP, ab 1933 Reichskanzler und ab 1934 „Führer und Reichskanzler“
- Joachim von Ribbentrop (1893–1946), Reichsaußenminister
- Ernst Röhm (1887–1934), langjähriger Leiter der SA, ermordet am 1. Juli 1934. Mit Hinweis auf einen angeblichen „Röhm-Putsch“ ließ Hitler ihn verhaften und in München-Stadelheim von SS-Unterführern ermorden.
- Alfred Rosenberg (1893–1946) „Chefideologe“ der NSDAP; Reichsminister für die besetzten Ostgebiete während des Zweiten Weltkriegs
- Baldur von Schirach (1907–1974), Reichsführer des NSDStB, Reichsjugendführer der NSDAP, Gauleiter und Reichsstatthalter in Wien
- Arthur Seyß-Inquart (1892–1946), Reichsstatthalter von Österreich, Reichskommissar in den besetzten Niederlanden
- Albert Speer (1905–1981), Reichsminister für Rüstung und Kriegsproduktion
- Otto Georg Thierack (1889–1946), Reichsjustizminister unter Adolf Hitler

## Weitere Politiker und Funktionäre

### A–E
- Wilhelm Adam, Adjutant von Friedrich Paulus
- Ludolf-Hermann von Alvensleben, Adjutant von Heinrich Himmler
- Max Amann, Präsident der Reichspressekammer
- Benno von Arent, Reichsbühnenbildner, Reichsbeauftragter für die Mode
- Heinz Auerswald, Kommissar des Warschauer Ghettos
- Artur Axmann, Reichsjugendführer der NSDAP
- Erich von dem Bach-Zelewski, Höherer SS- und Polizeiführer (HSSPF) Russland-Mitte
- Herbert Backe, Reichsminister für Ernährung und Landwirtschaft
- Alfred Baeumler, Leiter des „Aufbauamtes Hohe Schule“ im Amt Rosenberg
- Karl Becker, Präsident des Reichsforschungsrates
- Paul Behncke, Admiral und Chef der Reichsmarine sowie Präsident der Deutsch-Japanischen Gesellschaft
- Gottlob Berger, Leiter des SS-Hauptamtes, Staatssekretär in Rosenbergs Reichsministerium für die besetzten Ostgebiete
- Alfred-Ingemar Berndt, Ministerialdirigent im Reichsministerium für Volksaufklärung und Propaganda
- Werner Best, Stellvertretender Leiter des Reichssicherheitshauptamts (RSHA)
- Hans Biebow, Leiter der Verwaltung des Ghettos Lodz
- Karl Blessing, Mitglied der Deutschen Reichsbank
- Werner von Blomberg, Reichskriegsminister
- Hans Friedrich Blunck, Präsident der Reichsschrifttumskammer
- Ernst Boden, Kommandant des 1939 aufgestellten paramilitärischen Forstschutzes
- Ernst Wilhelm Bohle, Staatssekretär im Auswärtigen Amt
- Horst Böhme, Befehlshaber der Sicherheitspolizei in Prag
- Ernst Boepple, Bayerischer Staatsrat, Chef des bayerischen Kultusministeriums, Staatssekretär in der Regierung des Generalgouvernements
- Philipp Bouhler, Chef der Kanzlei des Führers
- Viktor Brack, Chef des Amtes II in der Reichskanzlei
- Otto Bradfisch, Führer eines SS-Sonderkommandos
- Karl Brandt, Generalkommissar für das Sanitäts- und Gesundheitswesen
- Walther von Brauchitsch, Generalfeldmarschall
- Arno Breitmeyer, Reichssportführer
- Hermann Brenner, Leiter der Bau-Abteilung der Deutschen Versuchsanstalt für Luftfahrt e. V.
- Wilhelm Brückner, Chefadjutant Hitlers
- Walter Buch, Oberster Richter der NSDAP
- Erwin Bumke, Präsident des Reichsgerichts
- Josef Bürckel, Reichskommissar für die Rückgliederung des Saarlandes, Reichskommissar für die Vereinigung Österreichs mit dem Deutschen Reich
- Ernst Busch, Generalfeldmarschall
- Karl Cerff, Reichsamtsleiter Kultur in der Reichspropagandaleitung der NSDAP
- Friedrich Christiansen, Korpsführer des NS-Fliegerkorps und Wehrmachtbefehlshaber der Niederlande; General der Flieger
- Leonardo Conti, Reichsgesundheitsführer
- Kurt Daluege, Stellvertreter des Reichsführers SS, SS-Oberst-Gruppenführer und Chef der Ordnungspolizei
- Theodor Dannecker, SS-Hauptsturmführer
- Richard Walther Darré, Reichsbauernführer
- Wilhelm Decker, Generalarbeitsführer und Publizist
- Albert Derichsweiler, Reichsführer NSDStB 1934–1936
- Rudolf Diels, Leiter des Geheimen Staatspolizeiamtes
- Josef „Sepp“ Dietrich, Kommandeur der „Leibstandarte SS Adolf Hitler“
- Otto Dietrich, Reichspressechef
- Artur Dinter, Gauleiter und Schriftsteller
- Herbert von Dirksen, Botschafter
- Karl Dönitz, Oberbefehlshaber der Marine, Hitlers Nachfolger als Reichspräsident
- Julius Heinrich Dorpmüller, Generaldirektor der Deutschen Reichsbahn, Reichsverkehrsminister
- Otto-Heinrich Drechsler, Generalkommissar von Lettland
- Horst Dreßler-Andreß, Leiter der Abteilung Rundfunk im Reichsministerium für Volksaufklärung und Propaganda, Reichsamtsleiter Rundfunk in der Reichspropagandaleitung der NSDAP
- Theodor Duesterberg, Stahlhelm-Führer
- Friedrich Karl von Eberstein, Höherer SS-Polizeiführer und SS-Obergruppenführer
- Kurt Eggers, Schriftsteller und NS-Politiker
- Adolf Eichmann, Leiter des Referats Auswanderung und Räumung beim Sicherheitshauptamt
- August Eigruber, Gauleiter Oberdonau
- Franz von Epp, Reichsstatthalter in Bayern, Leiter des Kolonialpolitischen Amtes der NSDAP
- Hermann Esser, Propagandaleiter der NSDAP, Leiter der Fremdenverkehrsabteilung im Reichspropagandaministerium
- Hasso von Etzdorf, Vortragender Legationsrat und Generalkonsul

### F–K
- Andreas Feickert, 1934–1936 Reichsführer Deutsche Studentenschaft
- Karl Fiehler, Münchner Oberbürgermeister
- Eugen Fischer, Direktor des Kaiser-Wilhelm-Instituts für Anthropologie, menschliche Erblehre und Eugenik
- Hugo Fischer, Stabsleiter des Reichspropagandaleiters
- Ludwig Fischer, Warschauer Gouverneur
- Friedrich Flick, Wehrwirtschaftsführer
- Richard Foerster, Präsident der Deutsch-Japanischen Gesellschaft
- Albert Forster, Reichsstatthalter in Danzig
- Karl Hermann Frank, Staatsminister für Böhmen und Mähren
- Walter Frank, Leiter des Reichsinstituts für Geschichte des neuen Deutschlands
- Roland Freisler, Präsident des Volksgerichtshofs
- Alfred Eduard Frauenfeld, Generalkommissar für die Krim (Teilbezirk Taurien)
- Wilhelm Frick, Reichsminister des Innern
- Albert Friehe, Verfasser mehrerer im Nationalsozialismus weit verbreiteter Bücher über Vererbungslehre und Eugenik („Rassehygiene“).
- Hans Fritzsche, Leiter der Presse- und der Rundfunkabteilung im Propagandaministerium
- Walther Funk, Reichswirtschaftsminister
- Kurt Gauger, Leiter der Reichsstelle für den Unterrichtsfilm
- Edmund Geilenberg, Generalkommissar für Sofortmaßnahmen im Reichsministerium für Rüstung und Kriegsproduktion
- Achim Gercke, Reichssachverständiger für Rassefragen
- Paul Giesler, Gauleiter in Westfalen-Süd und in München-Oberbayern, bayerischer Ministerpräsident
- Odilo Globocnik, Gauleiter von Wien sowie SS- und Polizeiführer im Distrikt Lublin, Polen
- Richard Glücks, Leiter der Inspektion der Konzentrationslager
- Wilhelm Grau, Direktor des Instituts zur Erforschung der Judenfrage
- Ulrich Greifelt, Chef des Stabshauptamtes des Reichskommissar für die Festigung deutschen Volkstums
- Arthur Greiser, Gauleiter und Reichsstatthalter des Warthelandes
- Friedrich Grimm, Völkerrechtler und Strafverteidiger
- Wilhelm Grimm, Reichsleiter der NSDAP
- Walter Groß, Leiter des Rassenpolitischen Amtes der NSDAP
- Friedrich Franz Graf von Grote, Agrarfunktionär in Mecklenburg (u. a. Landesbauernführer) und der besetzten Niederlande
- Kurt Gruber, Reichsführer der Hitlerjugend
- Hans F. K. Günther, Anthropologe und Rassismus-Theoretiker
- Franz Gürtner, Reichsjustizminister
- Wilhelm Gustloff, Landesgruppenleiter der Auslandsorganisation der NSDAP in der Schweiz
- Arthur Julius Gütt, Arzt und Eugeniker
- Leopold Gutterer, Staatssekretär im Reichsministerium für Volksaufklärung und Propaganda
- Eugen Hadamovsky, Reichssendeleiter, Vizepräsident der Reichsrundfunkkammer, Stabsleiter des Reichspropagandaleiters
- Wilhelm Haegert, Verbindungsleiter der Reichspropagandaleitung der NSDAP
- Karl Ritter von Halt, kommissarischer Reichssportführer
- Ernst Hanfstaengl, Auslandspressechef der NSDAP
- Karl Hanke, Staatssekretär im Reichsministerium für Volksaufklärung und Propaganda, Adjutant des Reichspropagandaleiters, Gauleiter von Niederschlesien
- Karl Ernst Haushofer, Geopolitiker und Generalmajor
- Werner Georg Haverbeck, Reichsleiter
- Franz Hayler, Staatssekretär im Wirtschaftsministerium
- Heinrich Heim, Adjutant von Martin Bormann
- Edmund Heines, SA-Obergruppenführer und Polizeipräsident
- August Heißmeyer, Generalinspekteur der verstärkten SS-Totenkopf-Standarten
- Adolf Helbok, Universitätsprofessor für Geschichte und Volkskunde
- Konrad Henlein, Gauleiter und Reichsstatthalter des Sudetenlandes
- Otto Herzog, Führer der SA-Gruppe Schlesien und Inspekteur der Gebirgs-SA
- Walter Hewel, ständiger Beauftragter des Reichsministers des Äußeren beim Führer
- Werner Heyde, Leiter und Obergutachter der medizinischen Abteilung der Zentraldienststelle für die Durchführung der „Euthanasie“-Aktion
- Konstantin Hierl, Reichsarbeitsführer
- Erich Hilgenfeldt, Leiter der NS-Volkswohlfahrt, Reichsbeauftragter für das Winterhilfswerk (WHW)
- Hans Hinkel, Reichsorganisationsleiter des Kampfbundes für Deutsche Kultur (KfdK), Geschäftsführer der Reichskulturkammer, Leiter der Filmabteilung im Reichsministerium für Volksaufklärung und Propaganda
- August Hirt, Direktor des Anatomischen Instituts der Reichsuniversität Straßburg
- Leopold von Hoesch, Botschafter
- Franz Hofer, Gauleiter und Reichsstatthalter von Tirol-Vorarlberg
- Albert Hoffmann, Reichsamtsleiter, SS-Gruppenführer, Stillhaltekommissar, Reichsinspektor für Zivile Luftkriegsmaßnahmen, Stellvertretender Gauleiter in Oberschlesien, Gauleiter in Westfalen-Süd
- Hermann Höfle, Leiter der Hauptabteilung Aktion Reinhardt
- Reinhard Höhn, Direktor des Instituts für Staatsforschung in Berlin
- Karl Holz, Gauleiter von Franken
- Franz Josef Huber, Leiter der Geheimen Staatspolizei, Stabsstelle Wien
- Adolf Hühnlein, Korpsführer des NS-Kraftfahrerkorps (NSKK) bis Juni 1942
- Alfred Hugenberg, Reichsminister für Wirtschaft und Ernährung
- Helmut von Hummel, NS-Wirtschaftsfunktionär, persönlicher Referent Martin Bormanns, Hauptbeteiligter am Sonderauftrag Linz (Kunstraub)
- Karl Jäger, Führer eines Einsatzkommandos in Kauen (Litauen)
- Dietrich von Jagow, Gesandter und SA-Obergruppenführer
- Ernst Jarosch, Leiter des 1944 eingerichteten Referats „Sippenhaft“ im Reichssicherheitshauptamt
- Friedrich Jeckeln, SS- und Polizeiführer (Obergruppenführer) für die Gebiete West, Russland-Süd, Ostland und Russland-Nord
- Hans Jeschonnek, Generalstabschef der Luftwaffe, Generaloberst
- Hanns Johst, Präsident der Reichsschrifttumskammer
- Rudolf Jordan, Gauleiter von Halle-Merseburg und Magdeburg-Anhalt, Reichsstatthalter für Anhalt und Braunschweig
- Rudolf Jung, nationalsozialistischer Parteipolitiker und Theoretiker
- Hans Jüttner, Stabschef im SS-Führungshauptamt
- Ernst Kaltenbrunner, Leiter des Reichssicherheitshauptamts (RSHA)
- Károly Kampmann, Generalarbeitsführer und Chef des Presse- und Propagandaamtes beim Reichsarbeitsführer in Berlin
- Herbert Kappler, deutscher Polizeichef von Rom
- Franz Karmasin, Staatssekretär und deutscher Volksgruppenführer in der Slowakei
- Siegfried Kasche, SA-Obergruppenführer
- Karl Kaufmann, Gauleiter Hamburg
- Hans Kehrl, Leiter des Rohstoffamtes im Rüstungsministerium
- Hanns Kerrl, Reichsminister für kirchliche Angelegenheiten
- Emil Ketterer, Präsident des TSV 1860 München
- Kurt Georg Kiesinger, stellvertretender Leiter der Rundfunkabteilung im Auswärtigen Amt
- Dietrich Klagges, Ministerpräsident von Braunschweig
- Wilhelm Kleinmann, Staatssekretär im Reichsverkehrsministerium
- Kurt Klemm, Generalkommissar von Shitomir
- Helmut Knochen, Befehlshaber der Sicherheitspolizei und des SD in Frankreich
- Günther Knobloch, stellvertretender Führer der Einsatzgruppe II in Polen
- Kurt Knuth Bürgermeister von Angerburg, Kreisleiter der NSDAP in Heiligenbeil, Osterode und Angerburg in Ostpreußen, Landesdirektor im ukrainischen Rowno, Beauftragter für die „Führerpakete“, Gaustabschef, Leiter des Volkssturmes und „Kraft durch Freude“-Leiter für das Gaugebiet Ostpreußen
- Erich Koch, Gauleiter in Ostpreußen, Reichskommissar in der Ukraine
- Wilhelm Koppe, SS- und Polizeiführer des Warthegaus
- Erich Kordt, deutscher Gesandter
- Oskar Körner, ehemaliger Zweiter Vorsitzender der NSDAP und Teilnehmer am Hitler-Ludendorff-Putsch
- Carl Krauch, Leiter der Abteilung Forschung und Entwicklung in der Vierjahresplanbehörde
- Erwin Kraus, Korpsführer des NS-Kraftfahrerkorps (NSKK) ab Juni 1942
- Willi Krause, alias Peter Hagen, Reichsfilmdramaturg, Chefredakteur des Berliner NSDAP-Hetzblattes Der Angriff
- Friedrich „Fritz“ Krebs, Oberbürgermeister und Kreisleiter von Frankfurt am Main
- Wilhelm Kreis, Reichskultursenator, Generalbaurat für die Gestaltung der deutschen Kriegerfriedhöfe
- Hannes Kremer, Reichsamtsleiter Kultur in der Reichspropagandaleitung der NSDAP
- Ernst Krieck, NS-Pädagoge und Philosoph
- Hans Kriegler, Reichsamtsleiter Rundfunk in der Reichspropagandaleitung der NSDAP
- Bernhard Krüger, technischer Leiter im Reichssicherheitshauptamt
- Friedrich-Wilhelm Krüger, Höherer SS- und Polizeiführer im Generalgouvernement Polen
- Gerhard Krüger, 1931–1933 Vorsitzender der Deutschen Studentenschaft, Cheforganisator der Bücherverbrennungen im Mai 1933
- Carl Krümmel, Leiter des Amts für körperliche Ertüchtigung im Reichserziehungsministerium
- Gustav Krupp von Bohlen und Halbach, Wehrwirtschaftsführer
- Wilhelm Kube, Generalkommissar von Weißrussland
- Otto von Kursell, vormaliger Maler und Grafiker; Publizist und Propagandist

### L–R
- Hans Heinrich Lammers, Chef der Reichskanzlei
- Hartmann Lauterbacher, Gauleiter von Hannover-Braunschweig, HJ-Obergruppenführer, SS-Gruppenführer
- Johann von Leers, NS-Publizist
- Rudolf Lehmann, Leiter der OKW-Rechtsabteilung, Generaloberstabsrichter
- Adolf Lenk, Leiter des NS-Jugendbundes
- Fritz Lenz, Abteilungsleiter für Rassenhygiene und Erblichkeitsforschung am Kaiser-Wilhelm-Institut für Anthropologie
- Josef Leopold, Gauleiter von Niederösterreich und Landesleiter der NSDAP in Österreich
- Robert Ley, Reichsorganisationsleiter der NSDAP, Leiter der DAF (Deutsche Arbeitsfront)
- Karl Lindemann, Präsident der Reichswirtschaftskammer
- Julius Lippert, Staatskommissar für Berlin
- Kurt Lischka, SS-Obersturmbannführer
- Dietrich Loder, Leiter des Landesverbands Bayern im Reichsverband der Deutschen Presse
- Wilhelm Friedrich Loeper, Gauleiter von Magdeburg-Anhalt, Reichsstatthalter für Anhalt und Braunschweig
- Bruno Loerzer, Reichsluftsportführer
- Hinrich Lohse, Gauleiter Schleswig-Holstein
- Werner Lorenz, Leiter der Volksdeutschen Mittelstelle
- Georg Lörner, Leiter der Amtsgruppe B im SS-Wirtschafts-Verwaltungs-Hauptamt
- Hanns Ludin, Abgesandter des Deutschen Reiches in der Slowakei
- Martin Luther, Unterstaatssekretär im Auswärtigen Amt
- Viktor Lutze, Stabschef der SA
- Hans Georg von Mackensen, Staatssekretär und Botschafter
- Waldemar Magunia, Generalkommissar von Kiew
- Alexander Mair, Leiter des dem AA unterstehenden „Sonderdienstes Seehaus“
- Emil Maurice, Präsident der Münchner Handelskammer
- Kurt Mayer, Leiter des Reichssippenamtes, Reichsamtsleiter des Amtes für Sippenforschung der NSDAP, Leiter des Volksbundes der deutschen sippenkundlichen Vereine
- Guido von Mengden, Stabsleiter des Nationalsozialistischen Reichsbundes für Leibesübungen
- Rudolf Mentzel, Präsident der Deutschen Forschungsgemeinschaft
- Alfred Meyer, Gauleiter in Westfalen-Nord, Staatssekretär und Amtsvertreter des Ministers im Reichsministerium für die besetzten Ostgebiete
- Konrad Meyer, Leiter einer Planungsstelle im „Reichskommissariat für die Festigung deutschen Volkstums“
- Karl Freiherr Michel von Tüßling, Adjutant von Philipp Bouhler
- Erhard Milch, Generalinspekteur der deutschen Luftwaffe
- Rudolf Mirbt, Leiter der Hauptabteilung für Deutsches Auslandsbüchereiwesen im Verein für das Deutschtum im Ausland
- Eberhard Wolfgang Möller, Gebietsführer im Stab der Reichsjugendführung
- Franz Moraller, Reichsamtsleiter Kultur in der Reichspropagandaleitung der NSDAP
- Gustav Adolf Steengracht von Moyland, Staatssekretär
- Reinhold Muchow, NS-Sozialpolitiker
- Hermann Muhs, Staatssekretär im Reichsministerium für die kirchlichen Angelegenheiten
- Hans Müller, persönlicher Referent Bormanns und Richter beim Volksgerichtshof
- Heinrich Müller, Chef des Amtes IV (Geheime Staatspolizei) im Reichssicherheitshauptamt (RSHA)
- Ludwig Müller, „Reichsbischof“ der evangelischen Kirche
- Martin Mutschmann, Gauleiter von Sachsen
- Werner Naumann, Staatssekretär im Reichsministerium für Volksaufklärung und Propaganda
- Arthur Nebe, Chef des Reichskriminalpolizeiamtes
- Hermann Neef, Reichsbeamtenführer
- Hermann Neubacher, Sonderbeauftragter für Wirtschaftsfragen in Südosteuropa
- Karl Neuhaus, Leiter der „Sonderkommission 20. Juli“ des Reichssicherheitshauptamtes
- Karl Neumann, Reichsamtsleiter Film in der Reichspropagandaleitung der NSDAP; schrieb sich 1937 auch „Carl“
- Konstantin Freiherr von Neurath, Reichsaußenminister, Reichsprotektor in Böhmen und Mähren
- Hans-Jürgen Nierentz, Reichsfilmdramaturg
- Carl Albrecht Oberg, Höherer SS- und Polizeiführer in Frankreich
- Otto Ohlendorf, Amtschef im Reichssicherheitshauptamt (RSHA)
- Wilhelm Ohnesorge, Reichspostminister
- Ewald Oppermann, Generalkommissar von Nikolajew
- Werner Osenberg, Leiter der Planungsabteilung im Reichsforschungsrat
- Otto Paul, kommissarischer Direktor des Instituts zur Erforschung der Judenfrage
- Franz Pfeffer von Salomon, Gauleiter von Westfalen
- Hans Pfundtner, Staatssekretär
- Henry Picker, Referent für Rechtsschulung beim Reichsjugendführer
- Paul Pleiger, Gauamtsleiter und Gauwirtschaftsberater der Gauleitung Westfalen-Süd
- Oswald Pohl, Chef des SS-Wirtschafts- und Verwaltungshauptamtes
- Johannes Popitz, preußischer Finanzminister
- Hans-Adolf Prützmann, General der Polizei und Höherer SS- und Polizeiführer in der Ukraine, Leiter der geplanten Werwolf-Organisation
- Franz Rademacher, Diplomat
- Arnold Raether, Reichsamtsleiter Film in der Reichspropagandaleitung der NSDAP
- Rudolf Rahn, stellvertretender Leiter der Informationsabteilung im Auswärtigen Amt, Deutscher Botschafter in Italien und bei der RSI
- Friedrich Rainer, Gauleiter von Kärnten
- Erich Rajakowitsch, Jurist, SS-Obersturmführer im RSHA, Leiter der Zentralstelle f. jüd. Auswanderung in den Niederlanden, 1965 in Österreich zu zweieinhalb Jahren Haft verurteilt
- Walther Rauff, Leiter der technischen Abteilung des Reichssicherheitshauptamtes
- Hermann Rauschning, Senatspräsident
- Hanns Albin Rauter, Höherer SS- und Polizeiführer in den Niederlanden
- Wilhelm Reinhard, Reichsführer des Nationalsozialistischen Reichskriegerbundes
- Fritz Reinhardt, Staatssekretär im Reichsfinanzministerium
- Theodor Adrian von Renteln, Hauptamtsleiter Handel und Handwerk in der Reichsleitung der NSDAP, Generalkommissar in Litauen
- Rolf Rienhardt, Stabsleiter im Verwaltungsamt der NS-Presse
- Robert Ritter, Leiter der „Rassenhygienischen und Bevölkerungsbiologischen Forschungsstelle“ im Reichsgesundheitsamt (auch genannt: „Rassenhygienische Forschungsstelle“, RHF), Leiter der Kriminalbiologischen Forschungsstelle, Leiter des Kriminalbiologischen Instituts im Reichskriminalpolizeiamt
- Paul Ritterbusch, Professor, Ministerialdirigent und stellvertretender Chef des Amts Wissenschaft im Reichsministerium für Wissenschaft, Erziehung und Volksbildung, Koordinator der Aktion Ritterbusch
- Wilhelm Ritterbusch, Generalkommissar zur besonderen Verwendung in den Niederlanden, Leiter des Arbeitsbereiches Niederlande der NSDAP
- Hermann Röchling, Wehrwirtschaftsführer
- Heinrich Roellenbleg, Leiter Deutsche Wochenschau, Kriegspropaganda
- Otto Roth, Lehrer, Parteiredner, SA- und SS-Standartenführer, Bezirksleiter von Neustadt an der Aisch, bayerischer Landtagsabgeordneter
- Wilhelm Ruder, Leiter eines Arbeitsstabes in der Parteikanzlei zum Aufbau der NS-Führungsorganisation der Nationalsozialistischen Führungsoffiziere (NSFO) in der Wehrmacht
- Bernhard Rust, Reichsminister für Wissenschaft, Erziehung und Volksbildung

### S–Z
- Fritz Sauckel, Gauleiter und Reichsstatthalter von Thüringen
- Hjalmar Schacht, Reichswirtschaftsminister und Reichsbankpräsident (war formal nie Mitglied, jedoch Unterstützer der NSDAP)
- Emanuel Schäfer, Gestapochef in Oppeln, Befehlshaber der Sicherheitspolizei (SiPo) und des Sicherheitsdienstes (SD) in Serbien
- Hermann Schäfer, Reichsamtsleiter Reichsautozug in der Reichspropagandaleitung der NSDAP
- Gustav Adolf Scheel, Reichsstudentenführer, später Reichsdozentenführer
- Walter Schellenberg, Leiter des Amtes VI (Auslandsnachrichtendienst) im Reichssicherheitshauptamt
- Hans Schemm, Gauleiter Oberfranken, Gauleiter Bayerische Ostmark
- Wilhelm Schepmann, Stabschef der SA
- Klaus Schickert, Direktor des Instituts zur Erforschung der Judenfrage
- Franz Schlegelberger, kommissarischer Reichsjustizminister
- Albrecht Schmelt, Regierungspräsident in Oppeln
- Paul-Otto Schmidt, Chefdolmetscher im Auswärtigen Amt
- Kurt Schmitt, Reichswirtschaftsminister
- Ludwig Paul Schmitthenner, Staatsminister
- Paul Schmitthenner, Architekt und Hochschullehrer
- Karl Schnurre, Gesandter I. Klasse
- Joseph Schoch, SA-Obersturmführer und Gauleiter von Riga
- Heinrich Schoene, Generalkommissar von Wolhynien-Podolien mit Sitz in Rowno
- Gertrud Scholtz-Klink, Reichsfrauenführerin
- Hans Schröder, Ministerialdirektor
- Walter Schultze, Reichsdozentenführer
- Walter Schulze, Reichsamtsleiter Aktive Propaganda in der Reichspropagandaleitung der NSDAP
- Erich Schumann, Leiter der Forschungsabteilung im Heereswaffenamt
- Artur Schürmann, Führer des NS-Dozentenbundes in Göttingen
- Franz Xaver Schwarz, Reichsschatzmeister der NSDAP
- Franz Schwede, Gauleiter von Pommern
- Hans Herbert Schweitzer, Reichsbeauftragter für künstlerische Formgestaltung, Vorsitzender des Reichsausschusses der Pressezeichner
- Ernst Seeger, Leiter der Abteilung Film im Reichsministerium für Volksaufklärung und Propaganda
- Franz Seldte, Reichsarbeitsminister
- Nikolaus Selzner, Generalkommissar von Dnjepropetrowsk
- Gustav Simon, Gauleiter im Moselland
- Wolfram Sievers, Reichsgeschäftsführer des Ahnenerbe e. V.
- Adolf Spamer, Leiter der Abteilung Volkskunde in der Reichsgemeinschaft für deutsche Volksforschung
- Jakob Sprenger, Reichsstatthalter in Hessen-Darmstadt
- August Staats, Reichsamtsleiter Rundfunk in der Reichspropagandaleitung der NSDAP
- Oskar Stäbel, 1933/1934 Reichsführer NSDStB und Deutsche Studentenschaft
- Josef Ständer, Reichstagsabgeordneter und Kreisleiter
- Walter Stang, Leiter des „Dramaturgischen Büros“ des nationalsozialistischen Kampfbundes für deutsche Kultur
- Johannes Stark, Präsident der Physikalisch-Technischen Reichsanstalt (PTR) in Berlin
- Ludwig Steeg, Berliner Oberbürgermeister
- Otto Steinbrinck, Wehrwirtschaftsführer
- Gregor Strasser, Reichspropagandaleiter und Reichsorganisationsleiter der NSDAP
- Otto Strasser, Schriftleiter verschiedener NSDAP-Zeitungen
- Julius Streicher, Leiter des „Zentralkomitees zur Abwehr der jüdischen Greuel- und Boykotthetze“
- Jürgen Stroop, Höherer SS- und Polizeiführer (HSSPF) in Warschau
- Wilhelm Stuckart, Staatssekretär im Reichsministerium des Innern
- Wolfgang Stumme, Musikreferent der Reichsjugendführung
- Friedrich Syrup, Staatssekretär, später Reichsarbeitsminister
- Josef Terboven, Gauleiter von Essen, Reichskommissar für das besetzte Norwegen
- Otto Georg Thierack, Reichsjustizminister
- Walter Tießler, Verbindungsleiter der Reichspropagandaleitung der NSDAP
- Josef Thorak, Bildhauer
- Fritz Thyssen, preußischer Staatsrat
- Fritz Todt, Reichsminister für Bewaffnung und Munition
- Adolf von Trotha, Vorsitzender des nationalsozialistischen Reichsbundes deutscher Seegeltung und des Seegeltungsinstituts in Magdeburg
- Hans von Tschammer und Osten, Reichssportführer
- Ernst Udet, Generalluftzeugmeister
- Sigfried Uiberreither, Gauleiter der Steiermark und Leiter CdZ-Gebiet Untersteiermark
- Edmund Veesenmayer, deutscher Gesandter und Reichsbevollmächtigter für Ungarn
- Heinrich Vetter, Stellvertretender Gauleiter in Westfalen-Süd, Oberbürgermeister in Hagen
- Werner Wächter, Reichsamtsleiter Aktive Propaganda in der Reichspropagandaleitung der NSDAP
- Otto Wagener, Leiter der Wirtschaftspolitischen Abteilung der Reichsleitung der NSDAP
- Adolf Wagner, Gauleiter von München
- Gerhard Wagner, Reichsärzteführer
- Josef Wagner, Gauleiter in Westfalen-Süd und in Schlesien, Reichspreiskommissar
- Robert Wagner, Gauleiter von Baden
- Josias zu Waldeck und Pyrmont, SS-Obergruppenführer
- Wilhelm Weiß, Chefredakteur des Völkischen Beobachters, SA-Obergruppenführer
- Fritz Weitzel, Höherer SS- und Polizeiführer für West und Nord
- Ernst von Weizsäcker, Staatssekretär im Auswärtigen Amt
- Fritz Wiedemann, Hauptmann und Adjutant Hitlers
- Max Winkler, Reichsbeauftragter für die deutsche Filmwirtschaft
- Christian Wirth, Inspekteur des SS-Sonderkommandos Aktion Reinhardt
- Franz Wirz, Leiter der Hochschulkommission der NSDAP
- Karl Wolff, Adjutant von Heinrich Himmler
- Adalbert Wolpert, Gauamtsleiter und SA-Obersturmbannführer
- Wilhelm Zangen, Wehrwirtschaftsführer
- Adolf Ziegler, Präsident der Reichskammer der Bildenden Künste
- Hans Severus Ziegler, Reichskultursenator
- Wilhelm Ziegler, Ministerialrat im Reichspropagandaministerium

## Lagerkommandanten
- Hans Aumeier, Kommandant des KZ Vaivara
- Richard Baer, Kommandant des KZ Auschwitz und des KZ Dora-Mittelbau
- Hermann Baranowski, Kommandant des KZ Sachsenhausen
- Hans Bothmann, Kommandant des Vernichtungslagers Chelmno
- Alois Brunner, Kommandant des Durchgangslagers Drancy bei Paris
- Karl Buck, Kommandant des Schutzhaftlagers Welzheim
- Anton Burger, Kommandant des KZ Theresienstadt
- Karl Chmielewski, Kommandant des KZ Herzogenbusch
- Heinrich Deubel, Kommandant des KZ Dachau und des KZ Columbia
- Irmfried Eberl, Leiter des Vernichtungslagers Treblinka
- Theodor Eicke, Kommandant des KZ Dachau
- Walter Eisfeld, Kommandant des KZ Neuengamme und des KZ Sachsenhausen
- Hermann Florstedt, Kommandant des KZ Majdanek
- Otto Förschner, Kommandant des KZ Dora-Mittelbau
- Kurt Franz, Kommandant des Vernichtungslagers Treblinka
- Karl Fritzsch, kurzzeitig Kommandant des KZ Flossenbürg
- Albert Konrad Gemmeker, Kommandant des KZ Westerbork (Niederlande)
- Wilhelm Gideon, Kommandant des KZ Groß-Rosen
- Wilhelm Göcke, Leiter des KZ Warschau
- Amon Göth, Kommandant des KZ Krakau-Plaszów
- Adam Grünewald, Kommandant des KZ Herzogenbusch
- Adolf Haas, Kommandant des KZ Bergen-Belsen
- Max Hähnel, Kommandant des KZ Sachsenburg
- Fritz Hartjenstein, Kommandant des KZ Auschwitz-Birkenau und des KZ Natzweiler-Struthof
- Johannes Hassebroek, Kommandant des KZ Groß-Rosen
- Hans Helwig, Kommandant des KZ Sachsenhausen
- Gottlieb Hering, Kommandant des Vernichtungslagers Belzec und des KZ Risiera di San Sabba
- Paul Werner Hoppe, Kommandant des KZ Stutthof und des KZ-Außenlagers Wöbbelin
- Rudolf Höß, Kommandant des KZ Auschwitz
- Hans Hüttig, Kommandant des KZ Natzweiler-Struthof und des KZ Herzogenbusch
- Heinrich Jöckel, Kommandant des Polizeigefängnisses (Kleine Festung) im KZ Theresienstadt
- Anton Kaindl, Kommandant des KZ Sachsenhausen
- Karl Otto Koch, Kommandant des KZ Sachsenhausen, des KZ Buchenwald und des KZ Majdanek
- Max Koegel, Kommandant des KZ Flossenbürg, des KZ Ravensbrück und des KZ Majdanek
- Josef Kramer, Kommandant des KZ Natzweiler-Struthof, des KZ Bergen-Belsen und des KZ Auschwitz-Birkenau
- Karl Künstler, Kommandant des KZ Flossenbürg
- Herbert Lange, Kommandant des Vernichtungslagers Chelmno
- Arthur Liebehenschel, Kommandant des KZ Auschwitz und des KZ Majdanek
- Hans Loritz, Kommandant des KZ Dachau und des KZ Sachsenhausen
- Max Pauly, Kommandant des KZ Neuengamme und des KZ Stutthof
- Alexander Piorkowski, Kommandant des KZ Dachau
- Hermann Pister, Kommandant des KZ Buchenwald
- Paul Otto Radomski, Kommandant des KZ Syrez und des KZ Chaidari
- Karl Rahm, Kommandant des KZ Theresienstadt
- Franz Reichleitner, Kommandant des Vernichtungslagers Sobibor
- Arthur Rödl, Kommandant des KZ Groß-Rosen
- Eduard Roschmann, Kommandant des KZ Riga-Kaiserwald
- Albert Sauer, Kommandant des KZ Mauthausen
- Heinrich Schwarz, Kommandant des KZ Auschwitz III Monowitz und des KZ Natzweiler-Struthof
- Johann Schwarzhuber, stellvertretender Kommandant des KZ Ravensbrück
- Siegfried Seidl, Kommandant des KZ Theresienstadt
- Franz Stangl, Leiter des Vernichtungslagers Sobibor und des Vernichtungslagers Treblinka
- Fritz Suhren, Kommandant des KZ Ravensbrück
- Günther Tamaschke, Lagerdirektor des KZ Lichtenburg und des KZ Ravensbrück
- Richard Thomalla, in der Aufbauphase kurzzeitig Kommandant des Vernichtungslagers Sobibor und des Vernichtungslagers Treblinka
- Hilmar Wäckerle, Kommandant des KZ Dachau
- Martin Weiß, Kommandant des KZ Dachau, des KZ Neuengamme und des KZ Majdanek
- Eduard Weiter, Kommandant des KZ Dachau
- Jakob Weiseborn, Kommandant des KZ Flossenbürg
- Christian Wirth, Kommandant des Vernichtungslagers Belzec
- Franz Ziereis, Kommandant des KZ Mauthausen
- Egon Zill, Kommandant des KZ Flossenbürg und des KZ Natzweiler-Struthof